# Piper pterocladum
Piper pterocladum är en pepparväxtart som beskrevs av C. Dc.. Piper pterocladum ingår i släktet Piper och familjen pepparväxter. Inga underarter finns listade i Catalogue of Life.